# Santa Maria della Croce (Crema)

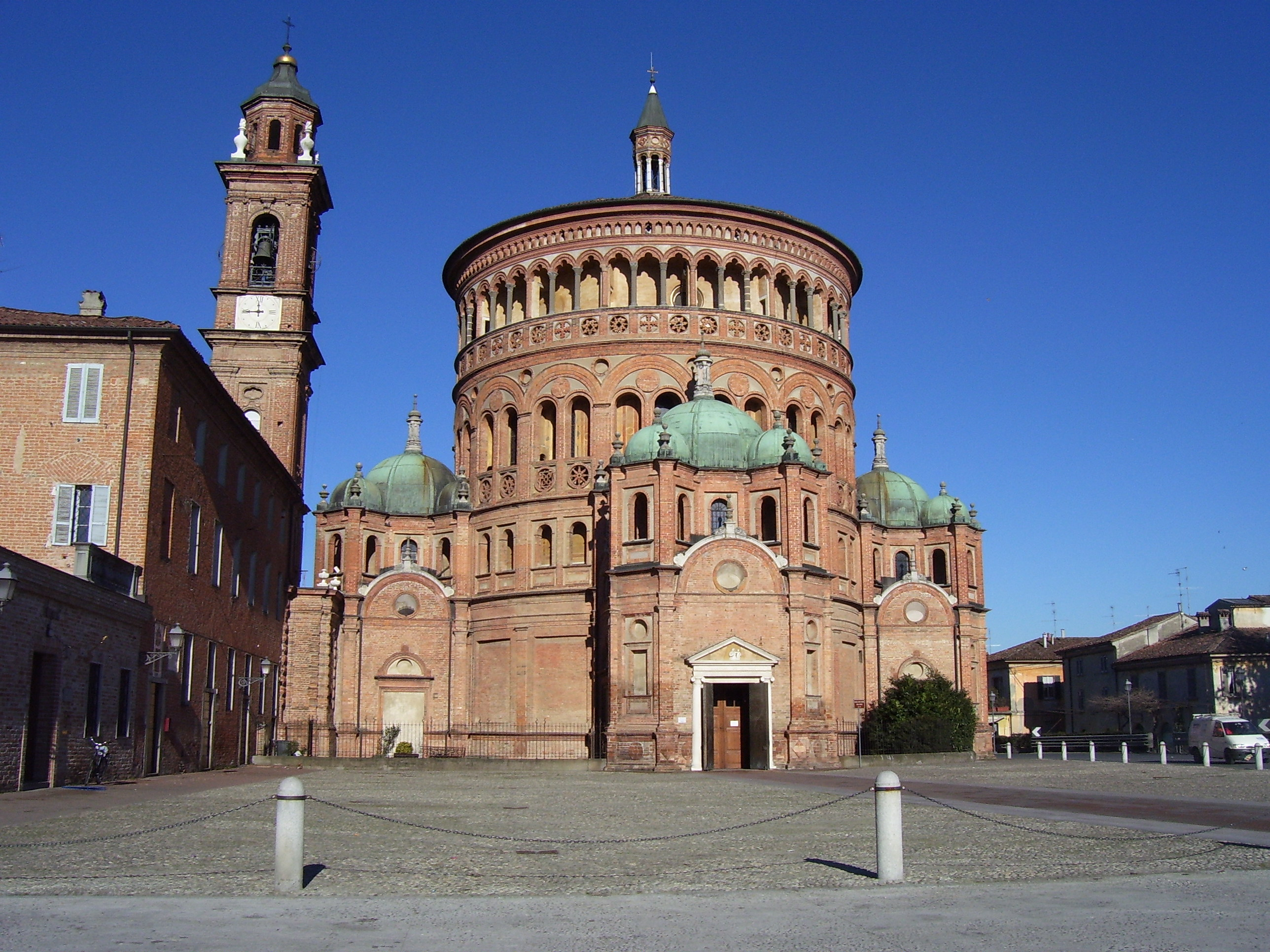
Santa Maria della Croce

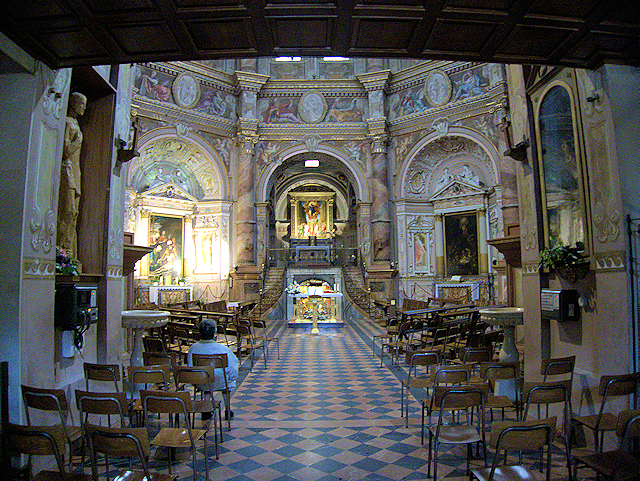
Innenraum

Santa Maria della Croce ist eine Kirche in Crema in der lombardischen Provinz Cremona, Italien. Die Kirche des Bistums Crema trägt den Titel einer Basilica minor. Die Kirche wurde nach einer Marienerscheinung im Stil der Renaissance erbaut.

## Geschichte
Die Lage der Kirche ist etwa anderthalb Kilometer vom Stadtzentrum entfernt und außerhalb der mittelalterlichen Stadtmauern an der Straße nach Bergamo. Hier soll Caterina degli Uberti aus Cremona am 13. April 1490 die Jungfrau Maria erschienen sein. Nach der Legende soll sie von ihrem Mann tödlich verwundet worden sein und flehte die Jungfrau Maria danach an, um in der Gnade Gottes zu sterben. Am Ort des Mordes wurde ein einfaches Holzkreuz aufgestellt, an dem  weitere Wunder geschehen sein sollen, worauf ein Heiligtum errichtet wurde.
Bramante fertigte ein Modell für die Kirche an, aber die Arbeit wurde bei seinem Assistenten Giovanni Battagio in Auftrag gegeben, der die vier äußeren kreisförmigen Körper hinzufügte. Battagio verließ das Projekt um 1500 und wurde durch Giovanni Montanaro ersetzt. Das Heiligtum, das sich in einem unfertigen Zustand befand, wurde bei der Belagerung der Stadt durch das Herzogtum Mailand 1514 beschädigt.
Im Jahr 1694 wurde das Heiligtum der Obhut der Unbeschuhten Karmeliten übergeben, die 1706 mit dem Bau des angrenzenden Klosters begannen. Im Jahre 1710 fügten sie auch einen Glockenturm hinzu. 1914 wurde das ursprüngliche Ziegelpflaster durch die heutigen Fliesen ersetzt. Santa Maria della Croce wurde 1958 von Papst Pius XII. zur Basilica minor erhoben.

## Beschreibung
Battagio entwarf auf dem Grundriss eines griechischen Kreuzes einem ca. 35 m hohen Zentralbau (außen kreisförmig, innen achteckig) im Stil der lombardischen Renaissance, an den sich vier kleinere Einheiten mit einer Höhe von ca. 15 m anschließen. Das Äußere des Gebäudes besteht aus undekorierten Ziegeln.
Äußerlich ist die zentrale Haupteinheit in vier Reihen geteilt, von denen die untere mit Pilastern versehen ist, die anderen drei Ebenen sind in ebenso vielen begehbaren Galerien angelegt, die in der äußeren Abschirmung bewundernswert perforiert sind. Die Galerie der zweiten Ebene ist mit Lanzettfenstern ausgestattet, während die dritte dreifache Bögen aufweist, die doppelte Sprossenfenster mit einer dekorierten Brüstung bilden. Das ursprüngliche Projekt für die oberste Galerie wurde von Montanaro in Anlehnung an den venezianischen gotischen Stil modifiziert; sie hat kleine Säulen, dreibogige Bögen und eine dekorierte Brüstung, die der der zweiten Galerie ähnelt, mit Rundungen in Form von achteckigen Schneeflocken, Sternen, Sonnenstrahlen und griechischen Kreuzen.
Der westliche Seitenkorpus bildet den Haupteingang der Kirche mit einem Portal, das von einem Tympanon überragt wird. Die drei anderen Seitenkörper weisen analoge Merkmale auf. Der obere Teil der Seitenkörper geht in die zentrale Loggia der zweiten Reihe über. Der Glockenturm ist mit Rustizierung verziert und in sechs Etagen gegliedert, die oberste bildet die Laterne.
Einer der Seitenkörper ist auf zwei Ebenen gebaut. In der unteren Etage befindet sich die Krypta und in der oberen Etage der Hauptaltar, der aus der Kathedrale der Stadt stammt und mit Lapislazuli und Bronze wertvoll dekoriert ist. Das Altarbild ist ein Ölgemälde auf Leinwand von Benedetto Rusconi, das den Namen il Diana trägt und die Himmelfahrt Mariens unter den zwölf Aposteln darstellt. Im Chor befinden sich vier Statuen der Kirchenlehrer, ausgeführt von Agostino de Fondulis. Die Seitenaltäre haben eine reiche Stuckverzierung (1585) von Giambattista Castello. Die Altarbilder stammen von Antonio Campi, Bernardino Campi und Carlo Urbino. Weitere Künstler, die an den Innengemälden und Fresken arbeiteten, sind Benedetto Rusconi, Giovanni Battista Grandi, Aurelio Gatti, Angelo Bacchetta und die Brüder Torricelli aus Lugano.
Das Innere der Kuppel ist mit den mystischen Visionen der Heiligen Therese von Avila von Giacomo Parravicino (1702) verziert.